# Pedúnculo cerebeloso inferior
Los pedúnculos cerebelosos inferiores son estructuras pareadas que contienen importantes tractos de fibras de materia blanca que conectan el cerebelo con la médula espinal. Los pedúnculos cerebelosos inferiores se encuentran inferomediales al pedúnculo cerebeloso medio. Están compuestos de un tracto de fibras compacto exterior (cuerpo restiforme) y un conjunto interno de fibras medial (cuerpo yuxtarestiforme).

## Función
El pedúnculo cerebeloso inferior transporta muchos tipos de fibras de entrada y salida que se encargan principalmente de integrar la información sensorial propioceptiva con funciones vestibulares motoras como el equilibrio y el mantenimiento de la postura. 
 Consta de los siguientes tractos de fibras que entran en el cerebelo: 
- Tracto espinocerebeloso posterior: información propioceptiva inconsciente procedente de la parte inferior del tronco y de la extremidad inferior. Este tracto se origina en el núcleo de Clarke ipsilateral (T1-L1) y viaja hacia arriba para alcanzar el pedúnculo cerebeloso inferior y sinapsis dentro del espinocerebelo (también conocido como paleocerebelo).[5]

- Tracto cuneocerebeloso: información propioceptiva inconsciente procedente del miembro superior y el cuello. Este tracto se origina en el núcleo cuneado accesorio ipsilateral y viaja a través del pedúnculo cerebeloso inferior para alcanzar la parte espinocerebelosa del cerebelo.
- Tracto trigeminocerebeloso: información propioceptiva inconsciente procedente de la cara.
- Tracto olivocerebeloso: la "señal de error" en el movimiento se origina en la corteza cerebral y la médula espinal. Este tracto se origina en el núcleo olivar inferior contralateral y penetra en el cerebelo en forma de fibra trepadora.
- Tracto vestibulocerebeloso: la información vestibular se proyecta sobre el vestibulocerebelo (también conocido como archicerebelo).

Este pedúnculo también transporta la información que sale del cerebelo: desde las células de Purkinje hasta los núcleos vestibulares del tronco encefálico dorsal situados en la unión entre la protuberancia y la médula oblonga.

## Anatomía
Los únicos haces de fibras eferentes que pasan a través de los pedúnculos cerebelosos inferiores son los haces cerebelosovestibulares. Los pedúnculos cerebelosos inferiores reciben predominantemente su suministro de sangre arterial de ramas de la arteria cerebelosa posteroinferior.
El cuerpo restiforme es una vía aferente que transporta el tracto espinocerebeloso dorsal ipsilateral desde la médula espinal, las fibras olivocerebelosas de los núcleos olivares inferiores contralaterales, los tractos cuneocerebeloso y trigeminocerebeloso del bulbo raquídeo y las fibras arqueadas externas de los núcleos reticulares ipsilaterales. Ingresa al cerebelo profundo hasta el pedúnculo cerebeloso medio y dorsal hasta los núcleos cerebelosos.
El cuerpo yuxtarestiforme es un sistema eferente que transporta a los núcleos vestibulares los axones de las células de Purkinje en la corteza del vestibulocerebelo y el tracto fastigiobulbar no cruzado desde los núcleos fastigiales hasta los núcleos vestibulares ipsilaterales. El cuerpo yuxtarestiforme también transporta fibras aferentes primarias que descienden dentro del nervio vestibular y fibras aferentes secundarias desde los núcleos vestibulares. El fascículo uncinado transporta fibras fastigiobulbares cruzadas desde el núcleo fastigial hasta los núcleos vestibulares contralaterales. Pasa dorsalmente al pedúnculo cerebeloso superior y luego se curva hacia abajo para entrar en el tronco del encéfalo en el borde entre los cuerpos restiforme y yuxtarestiforme. 